# Kamond
Kamond je vesnice v Maďarsku v župě Veszprém, spadající pod okres Devecser. Vznikla v roce 1954 spojením dvou vesnic Kiskamond a Nagykamond. Nachází se asi 20 km severozápadně od Devecseru. V roce 2015 zde žilo 430 obyvatel. Dle údajů z roku 2011 tvoří 92,5 % obyvatelstva Maďaři, 19,6 % Romové, 1,2 % Němci, 0,5 % Rumuni a 0,2 % Poláci, přičemž 7,5 % obyvatel se k národnosti nevyjádřilo.
Sousedními vesnicemi jsou Apácatorna, Boba, Karakó, Karakószörcsök, Kerta, Kisberzseny, Nagypirit, Nemeskeresztúr a Tüskevár, sousedním městem Jánosháza.